# Quarré-les-Tombes
Quarré-les-Tombes là một xã của Pháp,tọa lạc ở tỉnh Yonne trong vùng Bourgogne.

## Hành chính
| Danh sách các thị trưởng               |           |                           |      |         |
| Giai đoạn                              | Giai đoạn | Tên                       | Đảng | Tư cách |
| 1824                                   |           | Pierre Bernard            |      |         |
| 1831                                   |           | Jean Noël Chatelain       |      |         |
| 1859                                   |           | Joseph Petitier-Chomaille |      |         |
| 1868                                   |           | Blaise Guyard             |      |         |
| 1872                                   |           | Joseph Petitier-Chomaille |      |         |
| 1875                                   |           | Blaise Guyard             |      |         |
| 1877                                   |           | Joseph Petitier-Chomaille |      |         |
| 1879                                   |           | Eugène Chevillotte        |      |         |
| 1906                                   |           | Ferdinand Rostain         |      |         |
| 1939                                   |           | Maurice Rostain           |      |         |
| 1945                                   |           | Alphonse Boedot           |      |         |
| 1947                                   |           | Georges Truchot           |      |         |
| 1965                                   |           | Antoine Breuzard          |      |         |
| 1971                                   |           | Jean Legros               |      |         |
| 1995                                   |           | Francis Salamolard        |      |         |
| 1997                                   |           | Danièle Roy               |      |         |
| 2008                                   |           | Daniel Sœuvre             |      |         |
| Tất cả các dữ liệu trước đây không rõ. |           |                           |      |         |

## Thông tin nhân khẩu
| 1793 | 1800 | 1806 | 1821 | 1831 | 1836 | 1841 | 1846 | 1851 |
| ---- | ---- | ---- | ---- | ---- | ---- | ---- | ---- | ---- |
| 1771 | 2005 | 1838 | 1918 | 2240 | 2154 | 2323 | 2370 | 2348 |

| 1856 | 1861 | 1866 | 1872 | 1876 | 1881 | 1886 | 1891 | 1896 |
| ---- | ---- | ---- | ---- | ---- | ---- | ---- | ---- | ---- |
| 2236 | 2098 | 2068 | 2208 | 2149 | 2141 | 2101 | 2104 | 2108 |

| 1901 | 1906 | 1911 | 1921 | 1926 | 1931 | 1936 | 1946 | 1954 |
| ---- | ---- | ---- | ---- | ---- | ---- | ---- | ---- | ---- |
| 2128 | 1902 | 1706 | 1417 | 1352 | 1283 | 1252 | 1283 | 1141 |

| 1962                                         | 1968 | 1975 | 1982 | 1990 | 1999 | 2006 | - | - |
| -------------------------------------------- | ---- | ---- | ---- | ---- | ---- | ---- | - | - |
| 1160                                         | 984  | 863  | 772  | 735  | 723  | 714  | - | - |
| Số liệu kể từ 1962 : dân số không tính trùng |      |      |      |      |      |      |   |   |